# Götz George
Götz George (Berlijn, 23 juli 1938 – Hamburg, 19 juni 2016) was een Duits acteur. 

## Loopbaan
George had in 1953 zijn eerste rol in de film Wenn der weiße Flieder wieder blüht. Daarna was hij te zien in meer dan honderd films en televisieseries. George speelde onder meer hoofdpersonage Horst Schimanski in zowel de Duitse krimiserie Tatort als in spin-off Schimanski. Tijdens het eerste seizoen kreeg het karakter Schimanski veel kritiek in Duitsland vanwege zijn non-conformisme en zijn gebruik van straattaal. Gaandeweg werd Schimi echter een cultfiguur van de Duitse televisie en de meest populaire Tatort-commissaris aller tijden. Later zou George de rol beschouwen als 'de mooiste van mijn leven'. De Schimanski-afleveringen van Tatort plus de vervolgserie Schimanski (17 afleveringen van 1997 tot 2013) vonden ook hun weg naar het buitenland.
George deed in Tatort alle stunts, achtervolgingen en vechtpartijen zelf. Hij won meer dan 25 prijzen voor zijn acteerwerk, waaronder meermaals de Goldene Kamera, de Bambi, de Preis der deutschen Filmkritik, de Deutscher Darstellerpreis en de Bayerischer Filmpreis. Hij ontving daarnaast een Orde van Verdienste van de deelstaat Berlijn en de Orde van Verdienste van de Bondsrepubliek Duitsland.

## Privéleven
George was een zoon van acteur Heinrich George (1893-1946), een van de belangrijkste Duitse toneel- en filmacteurs in de dertiger en veertiger jaren en actrice Berta Drews (1901-1987). Hij was van 1966 tot 1976 getrouwd met de Oostenrijkse actrice Loni von Friedl, met wie hij in 1967 dochter Tanja kreeg. George trouwde in juli 2014 na een relatie van vijftien jaar met de 21 jaar jongere journaliste Marika Ullrich. Hij had een huis in Berlijn en Hamburg, maar was het liefst in zijn villa op Sardinië.
Hij overleed op 77-jarige leeftijd in Hamburg. Hij was ernstig ziek, zo bleek later. Bij de begrafenis op Friedhof Zehlendorf in Berlijn waren alleen zijn vrouw, dochter en schoonzoon aanwezig. Zij maakten zijn overlijden een week later bekend.

## Filmografie

### Films
- 1953: Wenn der weiße Flieder wieder blüht
- 1953: Ihre große Prüfung
- 1957: Alter Kahn und junge Liebe
- 1958: Solange das Herz schlägt
- 1959: Jacqueline
- 1960: Kirmes
- 1960: Die Fastnachtsbeichte
- 1961: Der Teufel spielte Balalaika
- 1961: Ihr schönster Tag
- 1961: Mörderspiel
- 1961: Unser Haus in Kamerun
- 1962: Der Schatz im Silbersee
- 1962: Das Mädchen und der Staatsanwalt
- 1962: Nur tote Zeugen schweigen (Ipnosi)
- 1963: Liebe will gelernt sein
- 1963: Mensch und Bestie
- 1964: Herrenpartie
- 1964: Wartezimmer zum Jenseits
- 1964: Unter Geiern
- 1965: Ferien mit Piroschka
- 1965: Sie nannten ihn Gringo
- 1966: Winnetou und das Halbblut Apanatschi
- 1968: Ich spreng’ Euch alle in die Luft – Inspektor Blomfields Fall Nr. 1
- 1968: Der Todeskuss des Dr. Fu Man Chu
- 1968: Himmelfahrtskommando El Alamein (Commandos)
- 1970: Ostwind (Le vent d'est)
- 1977: Aus einem deutschen Leben
- 1984: Abwärts
- 1985: Zahn um Zahn
- 1987: Zabou
- 1988: Die Katze
- 1989: Der Bruch
- 1989: Blauäugig
- 1992: Schtonk!
- 1993: Ich und Christine
- 1993: Die Sturzflieger
- 1995: Der Totmacher
- 1997: Rossini – oder die mörderische Frage, wer mit wem schlief
- 1998: Das Trio
- 1998: Solo für Klarinette
- 1999: Nichts als die Wahrheit
- 2001: Viktor Vogel – Commercial Man
- 2003: Mein Vater
- 2003: Gott ist tot
- 2005: Maria an Callas
- 2006: Der Novembermann
- 2009: Mein Kampf
- 2012: Zettl

### Televisie
- 1957: Kolportage
- 1965: Alle meine Söhne
- 1967: Der Werbeoffizier
- 1967: Schlehmihls wundersame Geschichte
- 1968: Match
- 1969: Ein Jahr ohne Sonntag
- 1969: Spion unter der Haube
- 1970: 11 Uhr 20
- 1970: Der Kommissar – Tod einer Zeugin
- 1971: Tatort – Blechschaden
- 1971: Glückspilze
- 1971: Diamantendetektiv Dick Donald
- 1972: Der Kommissar – Ein Amoklauf
- 1972: Der Illegale
- 1972: Tatort – Rattennest
- 1972: Kesselflickers Hochzeit
- 1973: Hamburg Transit – Eifersucht
- 1973: Die Gräfin von Rathenow
- 1973: Der Kommissar – Sommerpension
- 1973: Zwischen den Flügen
- 1974: Mandragola
- 1976: Café Hungaria
- 1976: Tatort – Transit ins Jenseits
- 1976: Les diamants du président
- 1977: Polizeiinspektion 1 - Verfolgungswahn
- 1977: Vermutungen über Franz Bieberkopf
- 1978: Derrick – Der Spitzel
- 1978: Der Alte – Der schöne Alex
- 1979: Der Alte – Der Auftraggeber
- 1981: Überfall in Glasgow
- 1981: Les chevaux du soleil
- 1981: Tatort – Duisburg-Ruhrort
- 1981: Der König und sein Narr
- 1981: Tatort – Grenzgänger
- 1982: Tatort – Der unsichtbare Gegner
- 1982: Der Regenmacher
- 1982: Tatort – Das Mädchen auf der Treppe
- 1982: Tatort – Kuscheltiere
- 1983: Tatort – Miriam
- 1983: Das schöne Ende dieser Welt
- 1984: Tatort – Kielwasser
- 1984: Tatort – Zweierlei Blut
- 1984: Abgehört
- 1984: Tatort – Rechnung ohne Wirt
- 1985: Tatort – Doppelspiel
- 1985: Tatort – Das Haus im Wald
- 1985: Tatort – Zahn um Zahn (bioscoopfilm)
- 1986: Tatort – Der Tausch
- 1986: Tatort – Schwarzes Wochenende
- 1986: Tatort – Freunde
- 1987: Tatort – Zabou (bioscoopfilm)
- 1987: Tatort – Spielverderber
- 1988: Tatort – Gebrochene Blüten
- 1988: Tatort – Einzelhaft
- 1988: Tatort – Moltke
- 1989: Tatort – Der Pott
- 1989: Tatort – Blutspur
- 1989: Spielen willst du ja alles. Götz George – rastlos im Einsatz
- 1989: Tatort – Katjas Schweigen
- 1989: Schulz & Schulz
- 1990: Baldur Blauzahn (WDR-serie; kort optreden als Schwuler Schorsch)
- 1990: Tatort – Medizinmänner
- 1990: Tatort – Schimanskis Waffe
- 1990: Unter Brüdern (Gezamenlijke aflevering van de televisieseries Tatort en Polizeiruf 110)
- 1991: Schulz & Schulz II
- 1991: Tatort – Bis zum Hals im Dreck
- 1991: Tatort – Kinderlieb
- 1991: Tatort – Der Fall Schimanski
- 1992: Schulz & Schulz III
- 1992: Schulz & Schulz IV
- 1993: Morlock I – Kinderkram
- 1993: Morlock II – Die Verflechtung
- 1993: Morlock III – König Midas
- 1993: Schulz & Schulz V
- 1994: Morlock IV – Der Tunnel
- 1995: Das Schwein – Eine deutsche Karriere
- 1995: Der König von Dulsberg
- 1995: Der Sandmann
- 1995: Der Totmacher
- 1995: Der Mann auf der Bettkante
- 1996: Tote sterben niemals aus
- 1996: Tor des Feuers
- 1997: Schimanski – Die Schwadron
- 1997: Schimanski – Blutsbrüder
- 1997: Schimanski – Hart am Limit
- 1998: Schimanski – Muttertag
- 1998: Schimanski – Rattennest
- 1998: Schimanski – Geschwister
- 1998: Die Bubi-Scholz-Story
- 1999: Die Entführung
- 1999: Schimanski – Sehnsucht
- 1999: Racheengel – Die Stimme aus dem Dunkeln
- 2000: Die Spur meiner Tochter
- 2000: Schimanski muss leiden
- 2001: Bargeld lacht
- 2001: Schimanski – Kinder der Hölle
- 2001: Liebe. Macht. Blind.
- 2001: Tödliche Liebe
- 2002: Mein Vater
- 2002: Liebe ist die halbe Miete
- 2002: Schimanski: Asyl
- 2002: Der Anwalt und sein Gast
- 2003: Verliebte Diebe
- 2003: Geheimnisvolle Freundinnen
- 2003: Familienkreise
- 2003: Alpenglühen
- 2003: Blatt und Blüte – Die Erbschaft
- 2004: René Deltgen – Der sanfte Rebell
- 2004: Schimanski – Das Geheimnis des Golem
- 2004: Kein Himmel über Afrika
- 2005: Einmal so wie ich will
- 2005: Liebe versetzt Berge – Alpenglühen 2
- 2005: Schimanski – Sünde
- 2005: Kabale und Liebe
- 2006: Commissario Laurenti – Die Toten vom Karst
- 2006: Die Sturmflut
- 2006: Als der Fremde kam
- 2007: Die Katze
- 2007: Schimanski – Tod in der Siedlung
- 2007: Meine fremde Tochter
- 2007: Der Novembermann
- 2008: Schokolade für den Chef
- 2008: Schimanski – Schicht im Schacht
- 2010: Zivilcourage
- 2010: Lüg weiter, Liebling
- 2011: Schimanski – Schuld und Sühne
- 2011: Papa allein zu Haus
- 2011: Nacht ohne Morgen
- 2011: Nachtschicht – Reise in den Tod
- 2012: Deckname Luna (tweedeler)
- 2013: Tod einer Polizistin
- 2013: George
- 2013: Schimanski – Loverboy
- 2014: Besondere Schwere der Schuld
- 2016: Böse Wetter - Das Geheimnis der Vergangenheit